# Boeing 767
Boeing 767 este o aeronavă americană cu fuzelaj larg, dezvoltată și produsă de Boeing Commercial Airplanes. Aeronava a fost lansată pe 14 iulie 1978 prin programul 7X7, prototipul a zburat pentru prima dată pe 26 septembrie 1981 și a fost certificat pe 30 iulie 1982. Varianta inițială 767-200 a intrat în serviciu pe 8 septembrie 1982, cu United Airlines, iar varianta cu autonomie extinsă, 767-200ER, în 1984. În octombrie 1986 a fost introdus varianta 767-300 mai mare, urmată de 767-300ER în 1988, cea mai populară variantă. 767-300F, o versiune de transport cargo, a debutat în octombrie 1995. A fost extins din nou în 767-400ER, introdus în septembrie 2000.
767 este primul avion bimotor cu fuzelaj larg de la Boeing propulsat de turboventilatoare General Electric CF6, Rolls-Royce RB211 sau Pratt & Whitney JT9D. Motoarele JT9D au fost în cele din urmă înlocuite cu motoare PW4000. Aeronava are o coadă convențională și o aripă supercritică pentru o rezistență aerodinamică redusă. Carlinga sa de sticlă, o premieră pentru un avion de linie Boeing, a fost dezvoltată în comun pentru 757, o aeronavă cu fuzelaj îngust, permițând o certificare de tip comună. Studiile pentru un 767 de capacitate mai mare în 1986 au determinat Boeing să dezvolte modelul 777 bimotor mai mare, introdus în iunie 1995.
Varianta 767-200 cu lungimea de 48,5 m găzduiește de obicei 216 pasageri peste 7.200 km, în timp ce 767-200ER are 181 de locuri pentru o autonomie de 12.200 km. Varianta 767-300 cu lungimea de 54,9 m găzduiește în principal 269 de pasageri peste 7.200 km, în timp ce 767-300ER are 218 locuri și o autonomie de 11.070 km. 767-300F poate transporta 52,7 t pe 6.025 km, iar varianta 767-400ER de 61,37 m lungie are o capacitate de 245 de pasageri pentru o autonomie de 10.415 km. Derivatele militare includ E-767 pentru supraveghere și avioanele de realimentare KC-767 și KC-46.
Comercializată inițial pentru rute transcontinentale, o relaxare a regulilor ETOPS începând cu 1985 a permis aeronavei să opereze zboruri transatlantice. Un total de 742 dintre aceste aeronave erau în serviciu în iulie 2018, Delta Air Lines fiind cel mai mare operator cu 77 de exemplare în flota sa. În decembrie 2023, Boeing a primit 1.407 comenzi de la 74 de clienți, dintre care 1.303 de avioane au fost livrate, în timp ce comenzile rămase sunt pentru variante de cargo sau realimentare. Modelele A300, A310 și A330-200 de la Airbus au fost principalii concurenți. Succesorul său, 787 Dreamliner, a intrat în serviciu în 2011.

## Istorie
Avionul a intrat în producție pentru a acoperi segmentul de mijloc în transportul aerian trans- și intercontinental, oferind capacitate de transport și consum de combustibil mai mici pe rute intercontinentale și transcontinentale față de Boeing 747. În plus, a fost gândit ca înlocuitor pentru deja vechile și neîncăpătoarele Boeing 707.
Printre inovațiile aduse de avion se numără autorizarea pentru operațiuni Cat IIIb (aterizări pe vizibilitate aproape nulă, fără altitudine de decizie, și cu o vizibilitate frontală de sub 100m), fiind primul avion astfel autorizat în Statele Unite și autorizarea pentru zboruri ETOPS (posibilitatea de a zbura pe distanțe lungi peste ocean, cu doar două motoare). O altă inovație este comunalitatea - instrumentele de zbor și cabina de control de pe 767 sunt identice cu cele de pe Boeing 757, permițând trecerea ușoară între cele două modele. Paradoxal, Boeing nu a profitat de acest lucru foarte mult, astăzi, concurenții lor, Airbus, fiind faimoși prin faptul că oferă instrumente identice pe toate modelele de avioane produse.
Avionul oferă o configurație tipică cu 7 locuri pe un rând pentru clasa economic (aranjate pe sistemul 2+3+2), respectiv 6 locuri pentru clasa business (2+2+2). Interiorul avionului a fost modernizat de mai multe ori, fiind adus la zi.
Avionul rămâne în producție, 1.011 avioane fiind comandate din care 950 livrate. Deși cererea de modele de pasageri a scăzut dramatic în ultimii ani, din cauza apariției unui model care urmează să înlocuiască acest avion (Boeing 787) dar și din cauza concurenței Airbus, există o cerere mare din partea operatorilor de marfă și din partea armatelor, care folosesc modelul pe post de cisternă pentru realimentare aeriană.

## Variante

### Civile

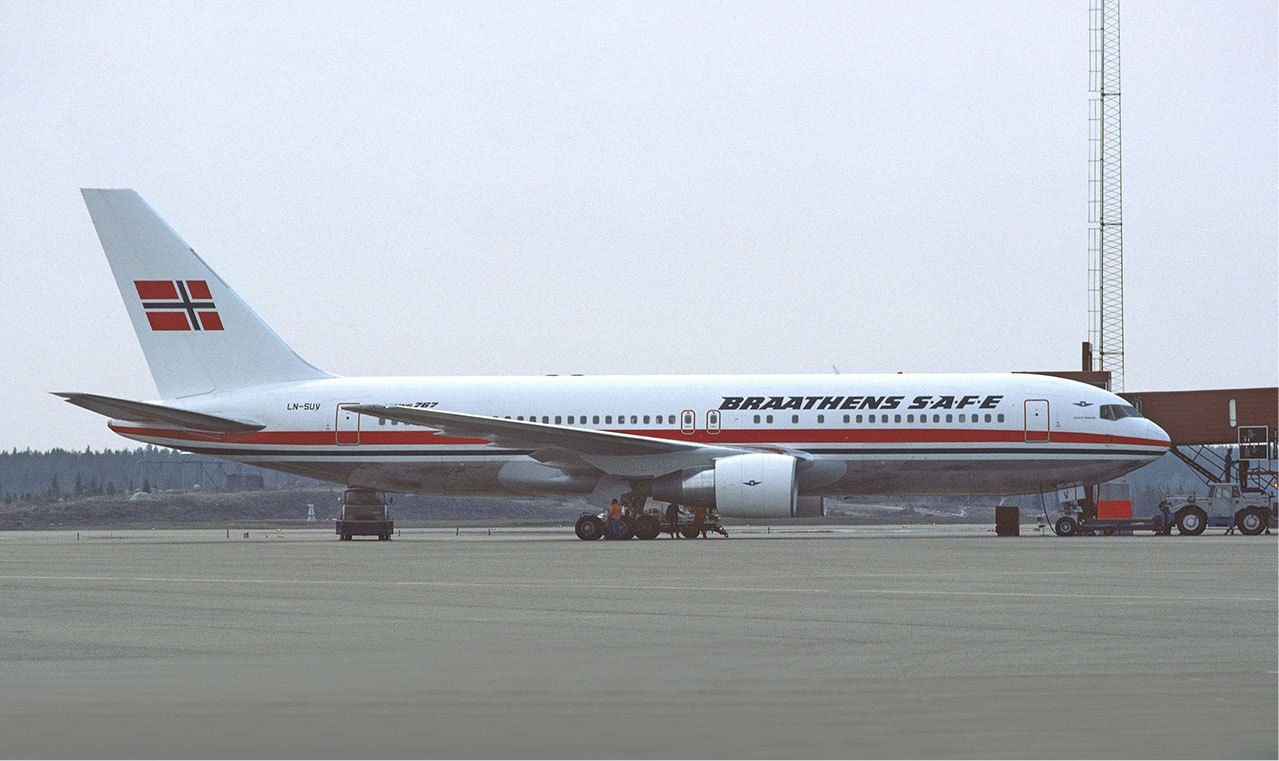
Un Boeing 767-200 aparținând Braathens S.A.F.E.

- 767-200: Primul model, propus spre vânzare în 1978 și operațional din 1982, este folosit în principal pentru zboruri trans-continentale în Statele Unite ale Americii. Dotarea tipică este cu 224 locuri într-o cabină cu 2 clase, limita maximă fiind dată de numărul de uși de urgență și fiind de 255 de locuri. Cu o modificare (adăugarea unei uși suplimentare), limita maximă posibilă este de 290 de pasageri într-o configurație 2+4+2.

- 767-200ER: Model construit pentru distanțe mai lungi, și primul model care a fost folosit pentru operațiuni transatlantice. A intrat în serviciu în 1984 cu El-Al.

Până în iunie 2007 , au fost comandate 249 de avioane din seria 200 și 200ER, din care 2 rămân de livrat</ref>
- 767-300: Model lungit, și cu o autonomie similară cu cea a 767-200. Configurația tipică este de 269 pasageri într-o cabină cu 2 clase cu 7 locuri pe rând în clasa economic. A fost inaugurat după 767-200, primul client fiind JAL, care a introdus primul avion din această serie în 1986.

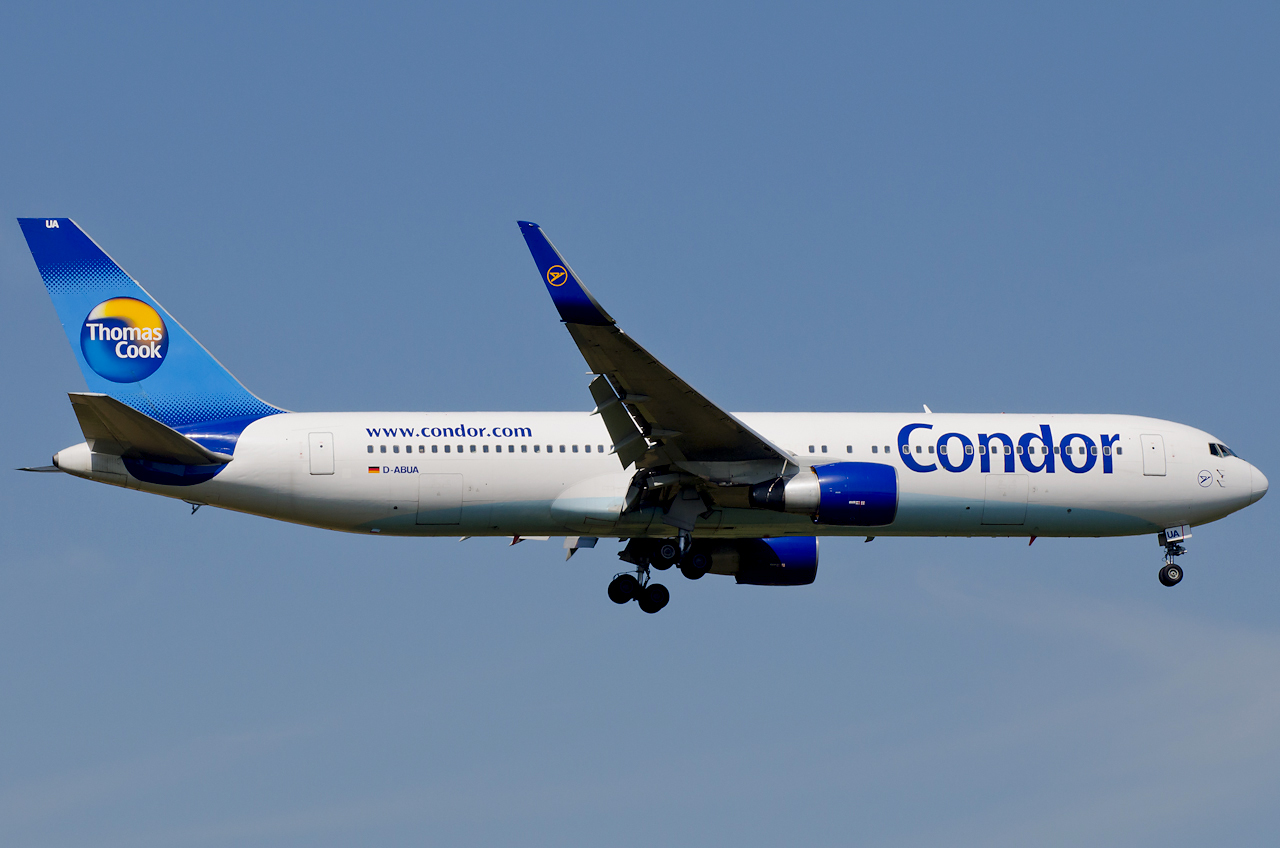
Condor Boeing 767-300ER

- 767-300ER: Model cu autonomie sporită, utilizabil pentru zboruri trans-pacifice. Primul client a fost American Airlines în 1988.

- 767-300F: Model cargo dedicat, similar cu 767-300ER. Din cauza lățimii mult prea mici, avionul nu poate căra containere tipice LD3, fiind nevoit să folosească containere mai mici, special proiectate, LD2, în majoritatea spațiului disponibil. În plus, se folosesc paleți 88"x125". Acest lucru nu a împiedicat transportatorii de pachete și curierii rapizi, care nu au nevoie de transbordare în avioanele altor companii, să adopte acest model, devenind astfel foarte popular.

724 de avioane din seria 300 (incluzând ER și F) au fost comandate, din care 55 urmează a fi livrate.
- 767-400ER: Ultimul model 767, introdus în 1997, la comanda Delta Air Lines și Continental Airlines pentru a înlocui vechile trimotoare McDonnell Douglas DC10 și Lockheed L-1011 din dotarea flotelor lor. Avionul a fost lungit, aripile au fost lungite și ele, și vârful aripilor a fost modificat pentru o aerodinamicitate crescută. Modelul nu a fost foarte popular, având doar 3 cumparători (cei doi originali plus un model VIP), cu 38 de bucăți achiziționate, din care 1 rămâne de livrat [1]

### Militare
- AST - Sistem de Test pentru Supraveghere Aeropurtată, model dezvoltat din 767-200, dotat cu o cupolă largă, și cu senzori de infraroșu pentru detecția de rachete balistice. Avionul este retras, dar este păstrat pentru eventuale teste ulterioare.

- KC767 - cisternă pentru alimentare aeriană, dezvoltat inițial pentru Armata Americană, care însă a anulat contractul ulterior pe motiv de corupție și conflict de interese. A fost comercializat însă către Armata Japoneză și către Armata Italiană, 8 bucăți fiind produse pentru aceștia. În plus, Boeing participă cu un model îmbunătățit (KC767 Advanced) în competiția nouă deschisă de Armata Americană, alături de Airbus. Dacă Boeing va câștiga, peste 150 vor fi produse.

- E767 - sistem de supraveghere RADAR aeropurtat (AWACS) folosit de armata japoneză. Bazat pe modelul E3 al armatei americane, dar folosind avioane B767 în locul Boeing 707, au fost produse 4 bucăți.

- E10 - sistem de supraveghere aeropurtat (AWACS) proiectat pentru Armata Americană. În funcție de rezultate, este posibil să intre în producție de serie.

## Incidente și accidente
11 avioane din acest model au fost distruse până acum în diverse accidente și incidente. Din acestea 6 au fost accidente, 2 au fost distruse pe sol, în cadrul unor bombardamente aeriene, în timpul primului război din Irak, iar 4 au fost distruse în atentate teroriste. În total, inclusiv victime pe sol, au murit în incidente 2.993 de persoane (851 fără victimele de pe sol) . Ambele avioane care au fost implicate în Atentatele de la 11 septembrie de la New York au fost Boeing 767.

## Specificații Tehnice
|                                                       | 767-200                                                                                    | 767-200ER                                     | 767-300                                           | 767-300ER                                           | 767-300F                                            | 767-400ER                                     |
| ----------------------------------------------------- | ------------------------------------------------------------------------------------------ | --------------------------------------------- | ------------------------------------------------- | --------------------------------------------------- | --------------------------------------------------- | --------------------------------------------- |
| Lungime                                               | 48.5 m                                                                                     | 48.5 m                                        | 54.9 m                                            | 54.9 m                                              | 54.9 m                                              | 61.4 m                                        |
| Lungime aripi                                         | 47.6 m                                                                                     | 47.6 m                                        | 47.6 m                                            | 47.6 m                                              | 47.6 m                                              | 51.9 m                                        |
| Pasageri                                              | 181 (3 clase) 224 (2 clase) 255 (1 clasă)                                                  | 181 (3 clase) 224 (2 clase) 255 (1 clasă)     | 218 (3 clase) 269 (2 clase) 351 (1 clasă)         | 218 (3 clase) 269 (2 clase) 351 (1 clasă)           | -                                                   | 245 (3 clase) 304 (2 clase) 375 (1 clasă)     |
| Cargo                                                 | 81.4 m³ 22 LD2                                                                             | 81.4 m³ 22 LD2                                | 3,770 30 LD2                                      | 3,770 30 LD2                                        | 454 m³ 30 LD2s + 24 paleți                          | 129.6 m³ 38 LD2s                              |
| Masă proprie, gol                                     | 80,13 t                                                                                    | 82,38 t                                       | 86,07 t                                           | 90,01 t                                             | 86,18 t                                             | 103,87 t                                      |
| Masa maximă de serviciu autorizată la decolare (MTOW) | 142,88 t                                                                                   | 179,17 t                                      | 158,76 t                                          | 186,88 t                                            | 186,88 t                                            | 204,11 t                                      |
| Autonomie                                             | 5 200 nm (9 400 km) transatlantic                                                          | 6 590 nm (12 200 km) transpacific             | 5 230 nm (9 700 km) transatlantic                 | 5 975 nm (11 065 km) transpacific                   | 3 255 nm (6 025 km) transcontinental                | 5 625 nm (10 415 km) transpacific             |
| Viteză de croazieră                                   | Mach 0.80 (470 kt, 530 mph, 851 km/h la FL350                                              | Mach 0.80 (470 kt, 530 mph, 851 km/h la FL350 | Mach 0.80 (470 kt, 530 mph, 851 km/h la FL350     | Mach 0.80 (470 kt, 530 mph, 851 km/h la FL350       | Mach 0.80 (470 kt, 530 mph, 851 km/h la FL350       | Mach 0.80 (470 kt, 530 mph, 851 km/h la FL350 |
| Viteză maximă de serviciu                             | Mach 0.86 (493 kt, 568 mph, 913 km/h la FL350                                              | Mach 0.86 (493 kt, 568 mph, 913 km/h la FL350 | Mach 0.86 (493 kt, 568 mph, 913 km/h la FL350     | Mach 0.86 (493 kt, 568 mph, 913 km/h la FL350       | Mach 0.86 (493 kt, 568 mph, 913 km/h la FL350       | Mach 0.86 (493 kt, 568 mph, 913 km/h la FL350 |
| Distanță de decolare la MTOW                          | 5 600 picioare (1,707 m)                                                                   | 5 600 picioare (1,707 m)                      | 7 900 picioare (2,408 m)                          | 7 900 picioare (2,408 m)                            | 7 900 picioare (2,408 m)                            | 9,501 picioare (2,896 m)                      |
| Motoare (x2)                                          | Pratt & Whitney JT9D-7R4 Pratt & Whitney PW4000-94 General Electric GE CF6-80A GE CF6-80C2 | P&W PW4000-94 GE CF6-80C2                     | P&W JT9D-7R4 P&W PW4000-94 GE CF6-80A GE CF6-80C2 | P&W PW4000-94 GE CF6-80C2 Rolls-Royce RR RB211-524H | P&W PW4000-94 GE CF6-80C2 Rolls-Royce RR RB211-524H | P&W PW4000-94 GE CF6-80C2                     |
| Forță propulsie                                       | GE: 222 kN                                                                                 | PW : 281.6 GE: 276.2 kN                       | PW: 222 kN                                        | PW: 281.6 kN GE: 276.2 kN RR: 264.7 kN              | PW: 281.6 kN GE: 276.2 kN RR: 264.7 kN              | PW: 281.6 kN GE: 282.5 kN                     |

Surse: , ,  Arhivat în 30 ianuarie 2009, la Wayback Machine.,  Arhivat în 30 mai 2009, la Wayback Machine.,  Arhivat în 30 ianuarie 2009, la Wayback Machine.